# VFA-131
Lo Strike Fighter Squadron 131 (VFA-131), soprannominato ”Wildcats”, è uno squadrone di caccia d'attacco dell'aviazione navale degli Stati Uniti fondato nel 1983. Il VFA-131 è attualmente dotato dei F/A-18F Super Hornet e ha sede presso la Naval Air Station Oceana, Virginia. Il nominativo radio dello squadrone è Wildcat ed è assegnato al Carrier Air Wing Three.

## Insegna e soprannome
Le insegne dello squadrone, raffiguranti la testa di un gatto selvatico, furono approvate dal Capo delle Operazioni Navali il 26 gennaio 1984.

## Storia

### Anni '80
Il VFA-131 fu formato presso la Naval Air Station Lemoore, in California, il 3 ottobre 1983, e i piloti furono addestrati con i piloti del VFA-125 per poter volare sull'F/A-18 Hornet. Lo squadrone ricevette il suo primo F/A-18A nel maggio del 1984. Nel gennaio 1985, lo squadrone si trasferì alla Naval Air Station Cecil Field, in Florida, diventando il primo squadrone munito di F/A-18 della flotta atlantica.
Nel marzo del 1986, durante delle esercitazioni nel Golfo della Sirte, gli aerei dello squadrone volarono in pattuglie aeree da combattimento durante le quali un missile libico SA-5 Gammon fu lanciato contro un aereo americano che stava operando in acque internazionali. Dal 14 al 15 aprile 1986, gli aerei dello squadrone parteciparono all'operazione El Dorado Canyon, insieme ad altre unità del CVW-13 e ad A-7 del CVW-1, eseguendo attacchi contro siti missilistici libici a Bengasi. Questo fu il primo utilizzo in combattimento dell'F/A-18.
Dal 15 ottobre 1987 al 12 aprile 1988 lo squadrone si unì alla Carrier Air Wing Thirteen (CVW-13) e si schierò nel Mar Mediterraneo a bordo della USS Coral Sea.
Il VFA-131 si imbarcò sulla USS Independence dal 15 agosto all'8 ottobre 1988 per il transito della portaerei dal cantiere navale di Filadelfia al suo nuovo porto di origine presso NAS North Island via Capo Horn.

### Anni '90

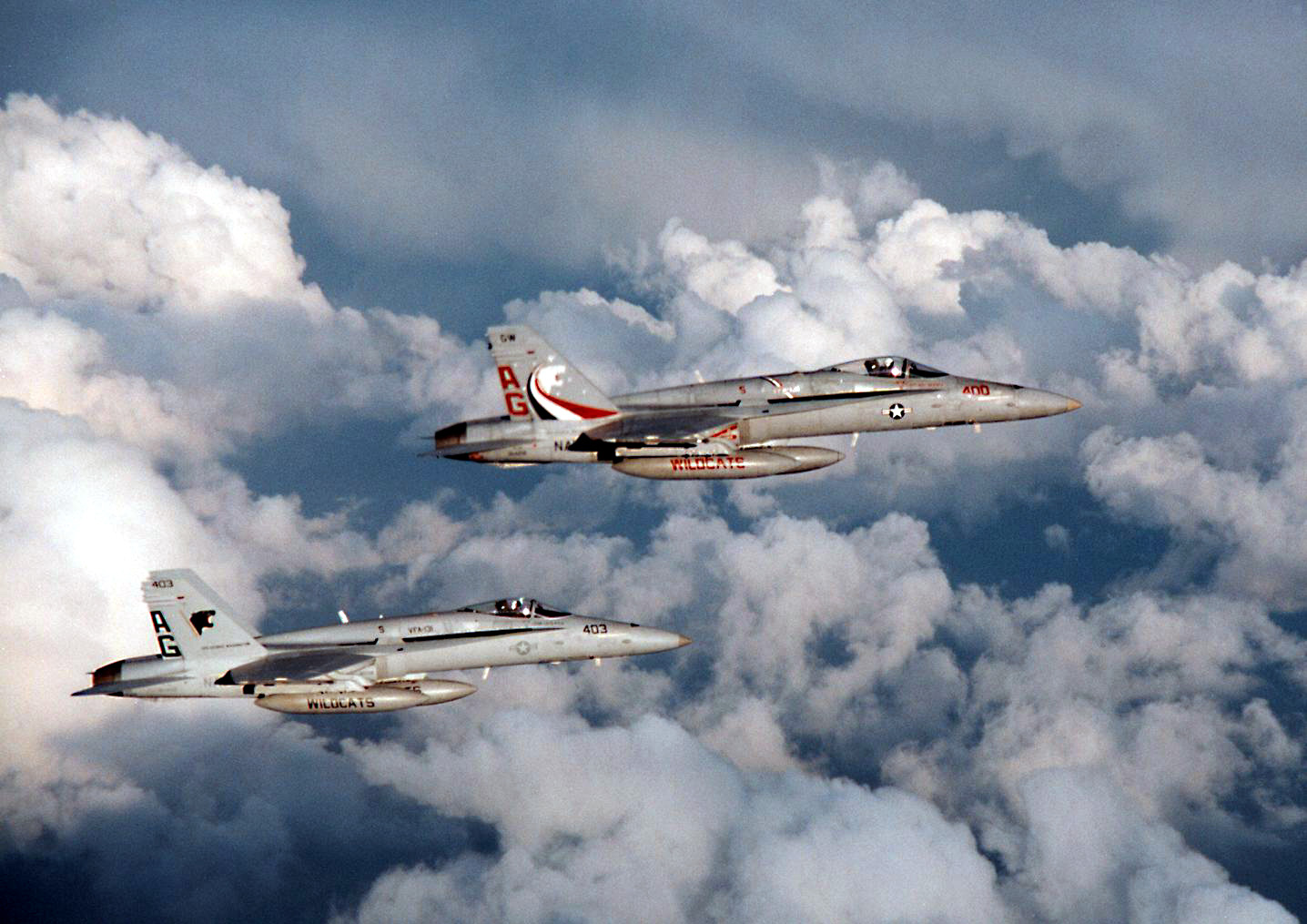
Due F/A-18C Hornet del VFA-131 pattugliano i cieli del Golfo Arabico, 1996

Nell'agosto del 1990, mentre era imbarcato sulla USS Dwight D. Eisenhower, gli F/A-18 dello squadrone effettuarono missioni nel Mar Rosso a sostegno dell'operazione Desert Shield. La task force dell'Eisenhower fu la prima forza americana in grado di scoraggiare l’incursione irachena in Arabia Saudita.
Al ritorno dallo schieramento nel settembre 1990, lo squadrone passò agli F/A-18C Lot XIII Night Strike Hornets. Un anno dopo, lo squadrone si schierò nuovamente a bordo della USS Dwight D. Eisenhower nel Mar Rosso e nel Golfo Persico settentrionale a sostegno dell'operazione Desert Storm.
Nel maggio del 1994, lo squadrone faceva parte dello schieramento inaugurale della USS George Washington. I piloti del VFA-131 effettuarono sortite a sostegno dell'operazione Deny Flight sulla Bosnia-Erzegovina e dell'operazione Southern Watch sull'Iraq meridionale. Nell'ottobre 1994 tornarono nel Golfo Persico e parteciparono all'operazione Vigilant Warrior, in risposta all'aggressione irachena.
Nell'aprile del 1996 lo squadrone si schierò nuovamente a bordo della USS George Washington nel Mediterraneo, nel Mare Adriatico e nel Golfo Persico a sostegno dell'operazione Decisive Endeavour e dell'operazione Southern Watch. Nel febbraio del 1998 lo squadrone si schierò per il "Around the World", primo schieramento della USS John C. Stennis, sostenendo nuovamente l'operazione Southern Watch in Iraq. Al ritorno negli Stati Uniti nel dicembre dello stesso anno, il VFA-131 venne trasferito dal NAS Cecil Field, in Florida, al NAS Oceana, in Virginia.

### Anni 2000

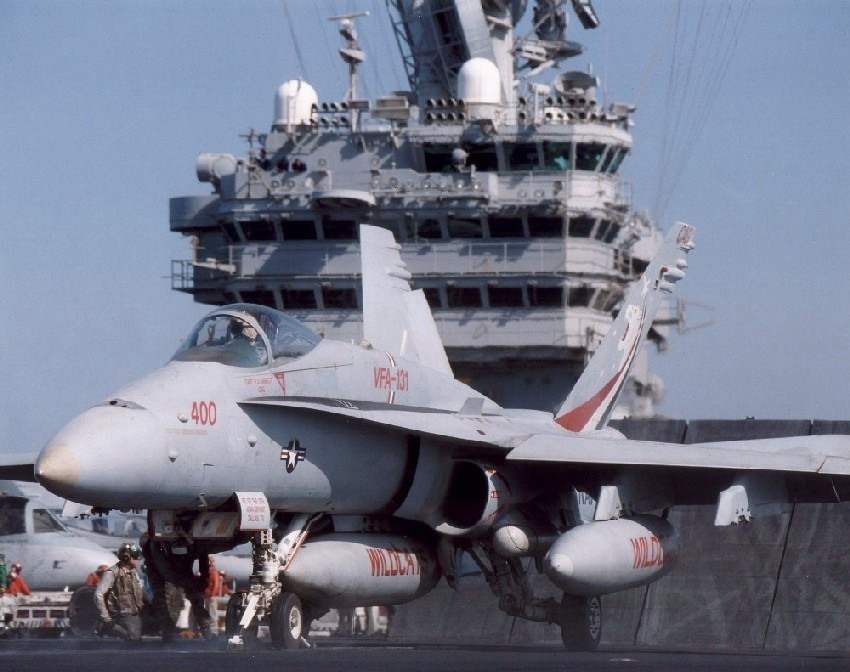
Un F/A-18C del VFA-131 si prepara al lancio, c. 2006

L'11 settembre 2001, lo squadrone era in viaggio a bordo della USS John F. Kennedy al largo di Virginia Capes. A poche ore dagli attacchi dell'11 settembre, lo squadrone munito con gli Hornets stava conducendo pattuglie aeree su Washington DC e New York City come parte dell'operazione Noble Eagle. Nel febbraio del 2002 lo squadrone si schierò nel Mar Arabico settentrionale per prendere parte all'operazione Enduring Freedom (OEF), effettuando sortite di combattimento sull'Afghanistan.
Durante l'estate del 2003, il VFA-131 eseguì uno scambio completo di velivoli, passando agli Hornet del Lotto XIX e diventando il primo squadrone F/A-18C a ricevere la capacità Link 16 (MIDS). Da gennaio a luglio 2004 eseguirono un dispiegamento a bordo della USS George Washington a sostegno dell'operazione Iraqi Freedom. Lo squadrone eseguì un ulteriore schieramento dall'ottobre del 2006 al giugno del 2007 a bordo della USS Dwight D. Eisenhower a sostegno dell'OIF, dell'OEF e delle operazioni in Somalia.

### Anni 2010

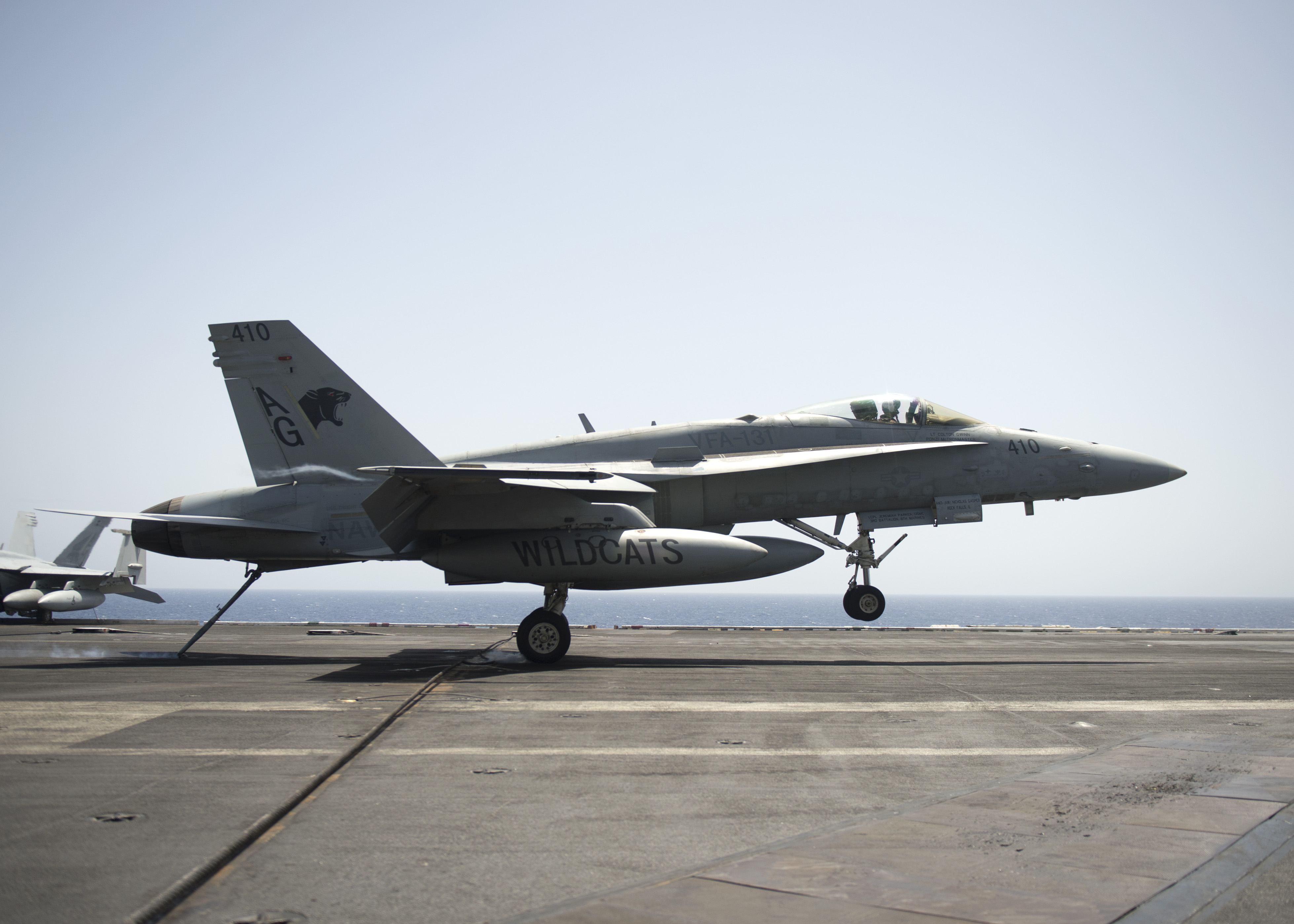
Un F-A-18C Hornet del VFA-131 in fase di atterraggio a bordo dell'USS Dwight D. Eisenhower nel Mar Rosso, 2013

Tra giugno e dicembre 2016 lo squadrone si schierò a bordo della USS Dwight D. Eisenhower con la Carrier Air Wing Three a sostegno dell'operazione Inherent Resolve, missioni di combattimento in Iraq e Siria. Il 22 settembre 2017 i piloti del VFA-131 volarono per l'ultima volta sull'F/A-18C Hornet al NAS Oceana, prima di passare all'F/A-18E Super Hornet, un processo che all'epoca si prevedeva si sarebbe concluso entro il 2019.

### Anni 2020
Da gennaio ad agosto 2020 il VFA-131 venne imbarcato a bordo della USS Dwight D Eisenhower a sostegno dell'operazione Freedom's Sentinel. Il VFA-131 effettuò missioni di combattimento in Afghanistan, fornendo sorveglianza armata per i transiti dello Stretto di Hormuz e conducendo altre missioni nell'AoR (aree di responsabilità) della 5ª flotta. Con la pandemia di COVID-19 in corso, il VFA-131 rimase imbarcato per tutta la durata del dispiegamento.

## Galleria d'immagini

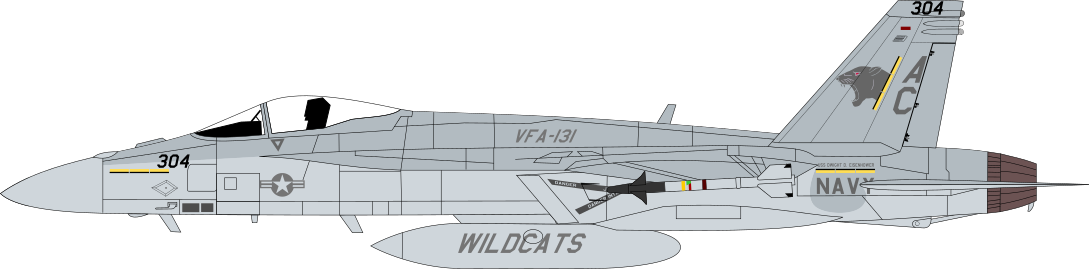
Profilo di un F-18 Super Hornet del VFA-131 (AC).
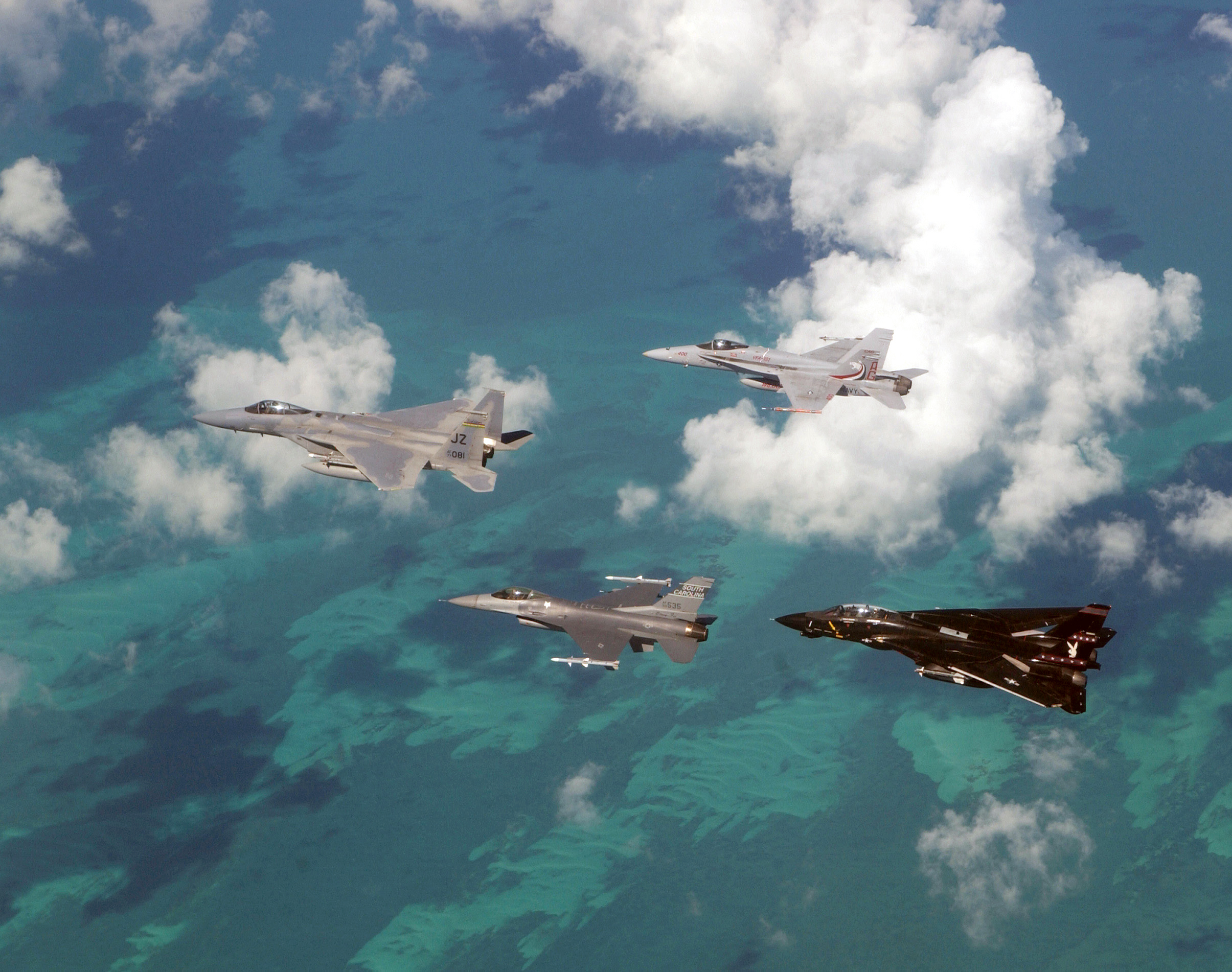
Un F/A-18C Hornet del VFA-131 in volo durante una esercitazione sopra l'Oceano Atlantico insieme a un F-14D Tomcat del VX-4, un F-16C del 169th Fighter Wing e un F-15A-19-MC del 122d Fighter Squadron.
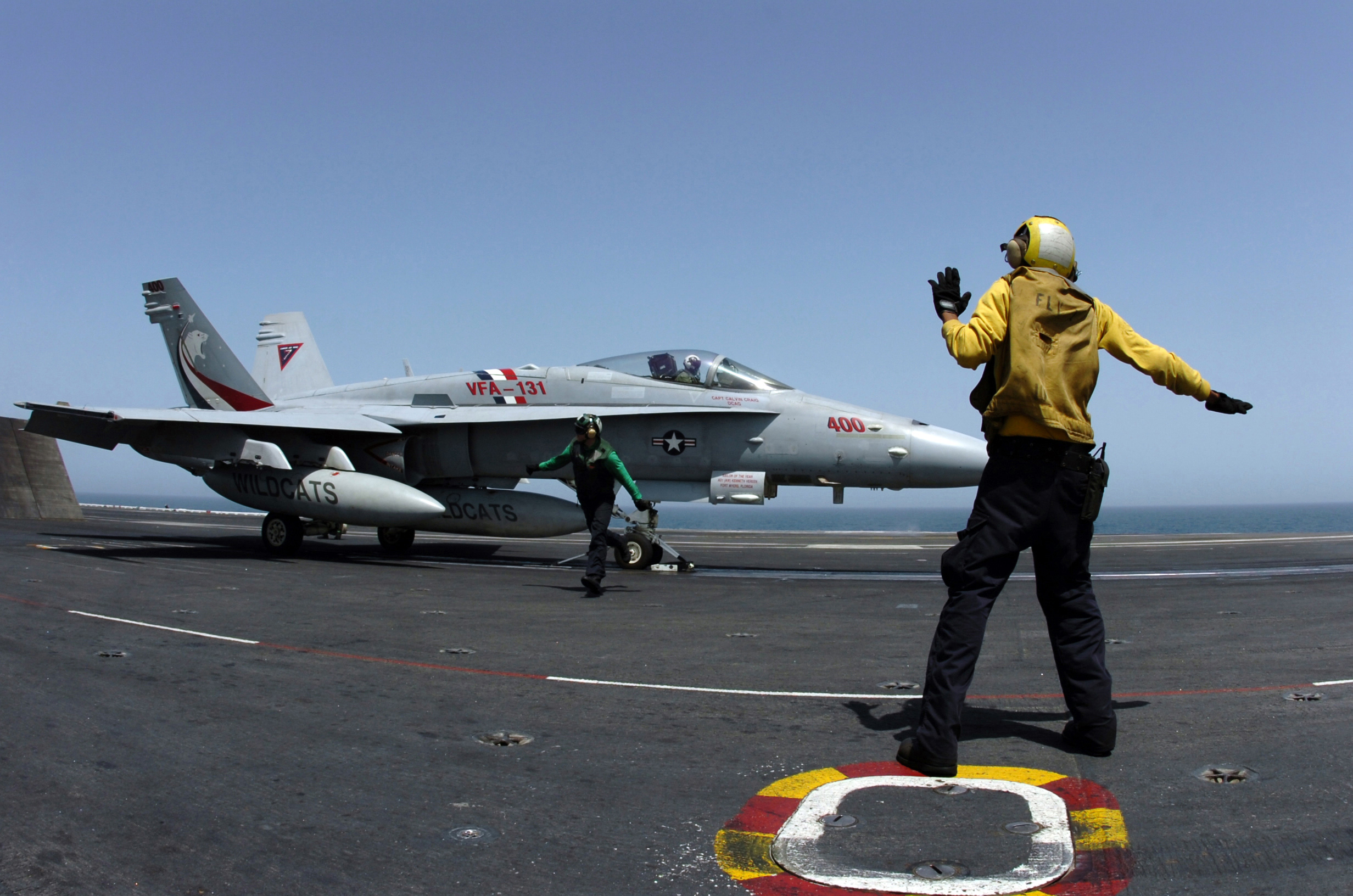
Un F/A-18C Hornet in fase di lancio dalla portaerei USS Dwight D. Eisenhower, 2007.
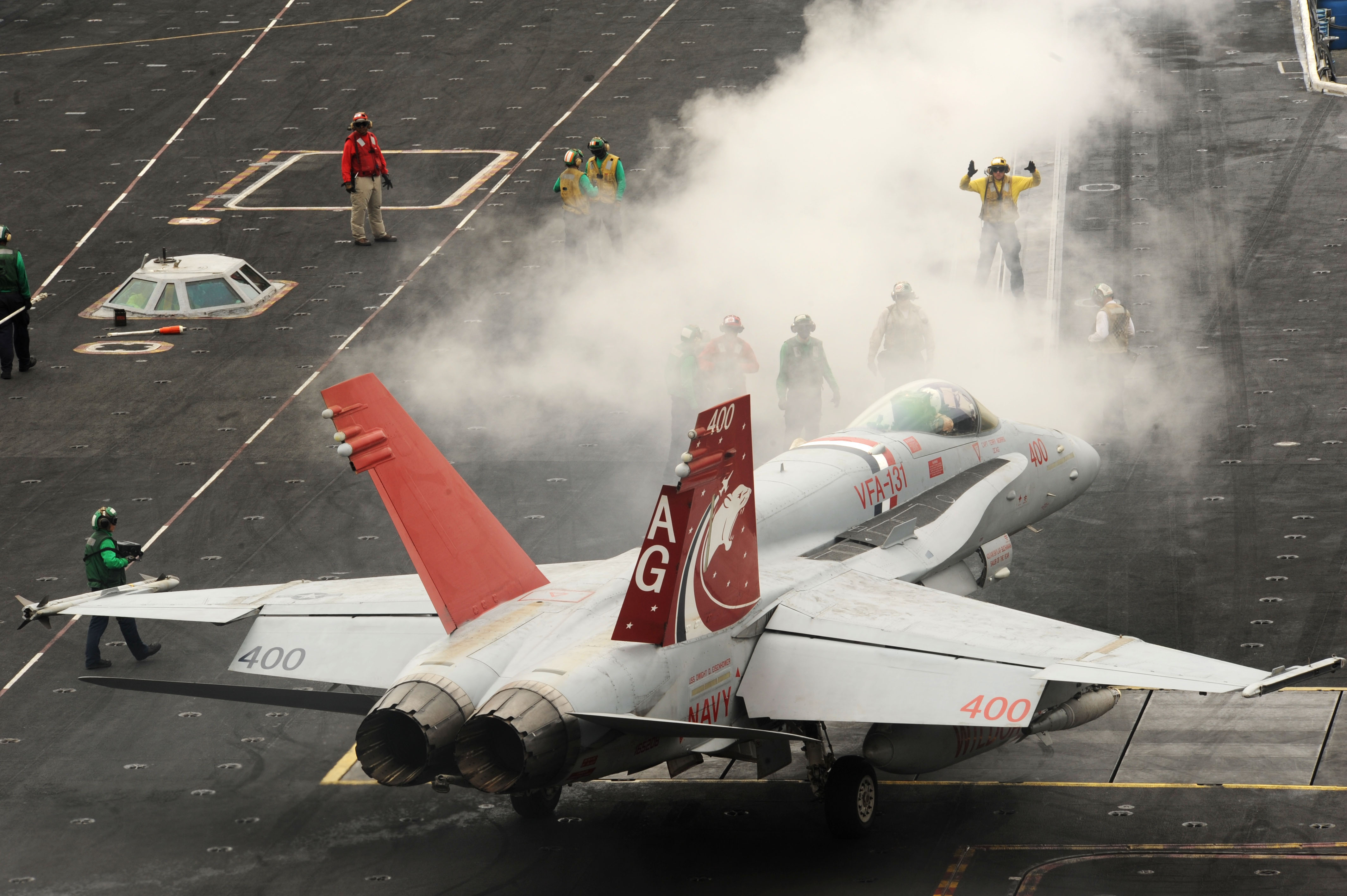
Un F/A-18C Hornet si prepara alla partenza dalla portaerei USS Dwight D. Eisenhower, 2012.
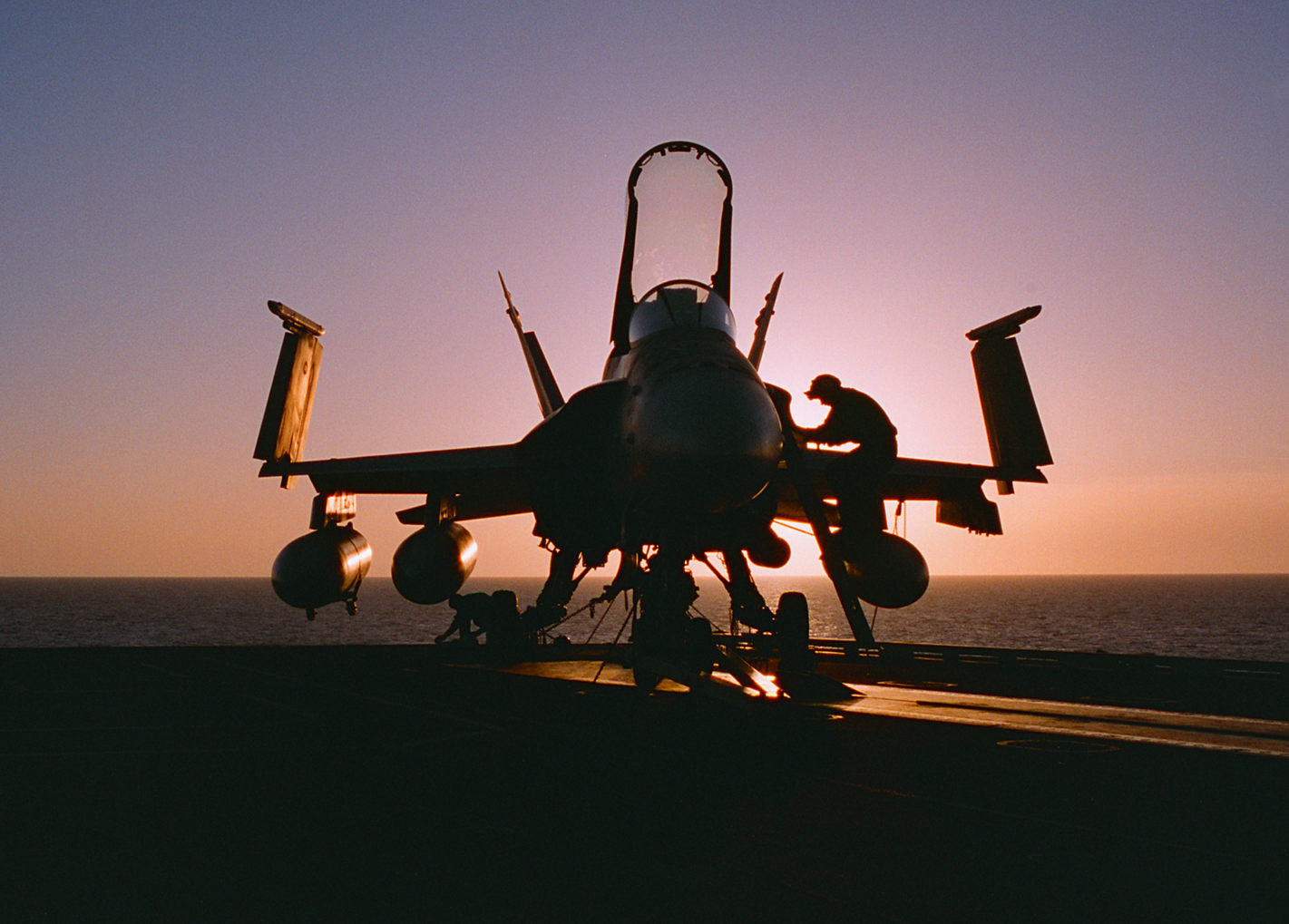
Un F/A-18C parcheggiato sul ponte di volo della portaerei USS George Washington.